# Jankovići
Jankovići (en serbe cyrillique : Јанковићи) est un village du sud du Monténégro, dans la municipalité de Cetinje.

## Démographie

### Évolution historique de la population[1]
| 1948 | 1953 | 1961 | 1971 | 1981 | 1991 | 2003 |
| ---- | ---- | ---- | ---- | ---- | ---- | ---- |
| 111  | 101  | 79   | 47   | 31   | 28   | 21   |